# Kulinić
La familia Kulinić fue una dinastía gobernante bosnia entre la segunda mitad del siglo XII hasta la primera mitad del XIII. Fue fundada por Kulin, quien en 1180 obtuvo el título de Ban de Bosnia del emperador bizantino Manuel I Comneno. 
Kulin fue uno de los más grandes líderes del pueblo bosnio y creador de su independencia. La carta de Kulin, un tratado sellado con la ciudad estado de Ragusa, es uno de los primeros documentos políticos de la región y marca el comienzo de un estado bosnio. Kulin fue sucedido por su hijo Stjepan, Esteban, quien buscó el apoyo político de las órdenes religiosas católico romanas. Esta posición política le valió el rechazo de los nobles; en efecto, los bogomilos lo depusieron y obligaron al exilio en la casi independiente provincia de Usora, donde gobernaba su hijo. Murió en 1236. 
El hijo de Esteban, príncipe Sibillav de Usora, intentó restaurar la gloria de su casa luchando contra el Ban Mateo Ninoslav de Bosnia.